# Wacław Żak
Wacław Żak (ur. 30 listopada 1923 w Skaratkach, zm. 5 sierpnia 2000) – polski rolnik i działacz ruchu ludowego, poseł na Sejm PRL V i VI kadencji.

## Życiorys
Syn Józefa i Heleny. Uzyskał wykształcenie średnie niepełne. Do końca II wojny światowej pracował w gospodarstwie rolnym rodziców w Skaratkach, w 1944 był kolporterem Batalionów Chłopskich w Domaniewicach. Należał potem do Polskiego Stronnictwa Ludowego, a następnie do Stronnictwa Ludowego, zasiadając od 1948 w prezydium Zarządu Powiatowego partii w Łowiczu. Działał także społecznie (w latach 1947–1950 zasiadał w zarządzie Towarzystwa „Dom Ludowy” w Łowiczu, jednocześnie od 1948 zasiadając w Zarządzie Powiatowym Związku Samopomocy Chłopskiej oraz w Komisji Kontroli Społecznej w Powiatowej Radzie Narodowej w Łowiczu, a także przewodnicząc Podkomisji Oświaty w tejże PRN) oraz w Związku Młodzieży Wiejskiej RP „Wici”, od 1947 do 1948 pełniąc funkcję prezesa ZP. Gdy organizacja ta współtworzyła Związek Młodzieży Polskiej, był do 1949 wiceprzewodniczącym, a następnie do 1950 przewodniczącym ZP. W 1949 wraz z SL przystąpił do Zjednoczonego Stronnictwa Ludowego, w którym także stał do 1950 na czele powiatowych struktur. W latach 1950–1954 nadal był pracownikiem aparatu partyjnego ZSL (jako instruktor, sekretarz i wiceprezes Powiatowego Komitetu w Rawie Mazowieckiej, Wieluniu i Łowiczu). Od 1960 do 1962 pełnił funkcję przewodniczącego prezydium Gromadzkiej Rady Narodowej w Skaratkach, a od 1962 prezesa Kółka Rolniczego w Skaratkach. Prowadził równocześnie własne gospodarstwo rolne. W 1969 i 1972 uzyskiwał mandat posła na Sejm PRL w okręgu Kutno. W trakcie V kadencji zasiadał w Komisji Rolnictwa i Przemysłu Spożywczego, a w trakcie VI w Komisji Budownictwa i Gospodarki Komunalnej.

## Odznaczenia
- Złoty Krzyż Zasługi
- Srebrny Krzyż Zasługi